# Странвезия
Странвезия (лат. Stranvaesia) — род деревянистых растений семейства Розовые (Rosaceae), распространённый в Восточной и Юго-Восточной Азии.
Род назван в честь английского дипломата и натуралиста Уильяма Томаса Хорнера Фокс-Стрэнгуэйса.

## Ботаническое описание
Вечнозелёные деревья, ветви молодых деревьев обычно колючие. Листья очерёдные, простые, кожистые, по краю пильчатые; прилистники присутствуют, обычно опадающие.
Соцветия верхушечные, многоцветковые, сложнощитковидные. Гипантий чашевидный, приросший к завязи или свободный с краю. Чашелистиков 5, короткие, остающиеся. Лепестков 5, согнутые или черепитчатые в бутоне, основание со шпорцем. Тычинок 20. Плодолистиков (2—)5; завязь полунижняя, (2—)5-гнёздная, в гнезде по 2 прямых семязачатка; столбиков (2—)5, более или менее сросшихся. Плод — шаровидное или яйцевидное яблочко, (2—)5-гнёздное, в каждом гнезде по 1—2 семени, у верхушки свободное от гипантия и с загнутыми чашелистиками. Семена прямые, кожура кожистая.

## Виды
Род включает 3 вида:
- Stranvaesia bodinieri (H.Lév.) Long Y.Wang, W.B.Liao & W.Guo
- Stranvaesia nussia (Buch.-Ham. ex D.Don) Decne. — Странвезия сизоватая
- Stranvaesia oblanceolata (Rehder & E.H.Wilson) Stapf

Некоторые виды, которые ранее относили к этому роду, в настоящее время входят в состав других родов: Photinia Lindl. и Pourthiaea Decne.